# Systenotheca vortreidei
Systenotheca vortreidei (Brandegee) Reveal & Hardham – gatunek roślin z monotypowego rodzaju Systenotheca w obrębie rodziny rdestowatych (Polygonaceae Juss.). Występuje naturalnie w zachodniej części Stanów Zjednoczonych – w Kalifornii. 

## Morfologia
PokrójRoślina jednoroczna dorastająca do 5 cm wysokości. Pędy są pnące.
LiścieLiście odziomkowe zebrane są w rozetę. Mają łyżeczkowaty kształt. Mierzą 20–50 mm długości oraz 5–10 mm szerokości. Blaszka liściowa jest całobrzega.
KwiatyPromieniste, jednopłciowe, zebrane w wierzchotki dwuramienne, rozwijają się na szczytach pędów. Listków okwiatu jest 6, mają barwę od żółtej do różowej i mierzą 1–3 mm długości, są zrośnięte ze sobą, tworząc okwiat o kształcie od lejkowatego do cylindrycznego. Pręcików jest 9, są przyrośnięte do okwiatu. Zalążnia jest górna, jednokomorowa.
OwoceTrójboczne niełupki osiągające 2–3 mm długości.

## Biologia i ekologia
Rośnie w chaparralu oraz lasach sosnowych. Występuje na wysokości od 700 do 1500 m n.p.m. Kwitnie od maja do lipca.